# フランク・シュレシンジャー
フランク・シュレシンジャー（Frank Schlesinger、1871年5月11日 – 1943年7月10日）は、アメリカ合衆国の天文学者。
ニューヨーク生まれ。ニューヨーク市立大学シティ・カレッジ、コロンビア大学などで学び、ヤーキス天文台で恒星の視差の測定に天文写真を使う方法を始めた1人である。1905年から1920年までアレゲニー天文台の所長を務め、1920年から1941年の間はイェール大学天文台の所長を務めた。
位置天文学の分野に貢献し、イエール輝星カタログ Yale Bright Star Catalogue を編纂した。南アフリカにイェール・コロンビア南天観測所（Yale - Columbia Southern Station）を設立に貢献した。1927年には王立天文学会ゴールドメダルを、1929年にはブルース・メダルを授与されている。
小惑星シュレシンジャーは彼の名にちなむ。また、月のクレーターにも名を残す。